# Desperate Times, Desperate Pleasures
Desperate Time Desperate Pleasures (englisch Verzweifelte Zeiten, verzweifeltes Vergnügen) ist die sechste EP der englischen Rock-Band Boston Manor. Das Album wurde am 29. Oktober 2021 über SharpTone Records veröffentlicht.

## Entstehung
Nach der Veröffentlichung ihres dritten Studioalbums Glue am 1. Mai 2020 konnte die Band wegen der COVID-19-Pandemie keine Konzerte spielen. Während des Rests des Jahres versuchten die Musiker, neue Lieder zu schreiben. Jedoch sei nichts dabei herausgekommen. Sänger Henry Cox sprach von einer ziemlich frustrierenden Zeit, da die psychische Gesundheit aller Bandmitglieder unter den Umständen litt. Erst im Januar 2021 änderte sich die Situation und die fünf für die EP verwendeten Lieder waren schnell geschrieben. Henry Cox sprach davon, dass es erfrischend gewesen wäre, die EP zu machen und die aufgestauten Frustrationen loszuwerden.
Aufgenommen wurde die EP im Tonstudio Stustustudio in London. Vor dem Studiotermin hatten sich die Bandmitglieder über einen Zeitraum von 18 Monaten nicht gesehen. Für die Lieder Carbon Mono, Algorithm und Desperate Pleasures wurden Musikvideos veröffentlicht. Die Ankündigung der EP erfolgte erst zwei Tage vor der Veröffentlichung.

## Hintergrund
Carbon Mono handelt von dem „Unwillen der Menschen, sich zu verändern und ihre eigenen Defizite zu akzeptieren“. Als Beispiel nannte er die Entfremdung von seinen Mitmenschen, die durch die COVID-19-Pandemie, den Lockdown oder die Tötung von George Floyd verstärkt wurde. Mit dem Lied Algorithm kritisiert Henry Cox die gegenwärtige Medienlandschaft, in der vor Künstlern erwartet wird, immer mehr Content zu produzieren, dass den Künstlern immer weniger Zeit für die eigentliche Kunst bleibt. Cox fühlt sich oft „unter Druck gesetzt eine Person zu sein, die er nicht ist“. Das Quasi-Titellied Desperate Pleasures handelt davon, dass die COVID-19-Pandemie viel Bosheit hervorgebracht hat. Wann immer Menschen in schwierige Situationien geraten sollten sich zusammenkommen und nicht aufeinander losgehen. Henry Cox drückt seine Hoffnung aus, dass sich die Dinge zum besseren ändern.

## Rezeption

### Rezensionen
Katie Bird vom Onlinemagazin Distorted Sound schrieb, dass die Band „sich durch ihre Experimente mit genrelosen Sound neue Türen geöffnet hat“. Boston Manor hätten „erneut bewiesen, wie wertvoll sie sind“, wofür die EP mit neun von zehn Punkten bewertet wurde.

### Bestenlisten
| Publikation | Liste                   | Platz |
| ----------- | ----------------------- | ----- |
| Kerrang!    | The 50 best EPs of 2021 | 7     |